# イーディス・キャヴェル
- エディス・キャベル

イーディス・ルイーザ・キャヴェル（Edith Louisa Cavell、1865年12月4日 - 1915年10月12日）は、イギリスの看護師。エディス・キャベルなどと表記されることもある。

## 概要
イングランド、ノーリッチ近郊のスワーデストンで4人兄妹の長女として生まれた。ノーリッチの女学校を卒業後、クリーブドンの学校へと進学。卒業後は、ベルギーのブリュッセルで家庭教師（ガヴァネス）として働いた。その後、父親が病気になり帰国して、父の介護に従事する。これがきっかけとなって、看護職の道を選択することになる。
父親の回復後、1896年、30歳で王立ロンドン病院の看護師だったエヴァ・ラッケスの元で看護師としての勉強を始め、イギリスの様々な病院で看護師として働く。その後自立し、個人看護師として、訪問看護師の仕事などを行った。1907年、それまでの実績が評価され、ブリュッセルに設立されたベルギー看護学校に42歳で看護の教師としてとして招聘された。最初は4人だけの生徒だったが、6年間で400人の生徒を送り出した。
第一次世界大戦時、両陣営の兵士の命を差別なく救い、200人以上の連合国軍兵士がドイツ占領下のベルギーから脱出するのに尽力した。そのためドイツ軍に捕らえられ、軍事法廷で反逆罪の有罪判決を受け、死刑を宣告された。赦免のための国際的な圧力にもかかわらず、キャヴェルはドイツ軍銃殺執行部隊によって1915年10月12日に射殺された。彼女の処刑は国際的な非難を受け、大々的に報道された。
キャヴェルは聖公会の篤い信徒で、その信念に従って、助けを必要とするすべての人々、ドイツ、連合国の両陣営の兵士に救いの手を差し伸べた。ナイチンゲールの事績に「敵味方の区別なく」という表現が使われるが、それはナイチンゲールではなく、キャヴェルのことである。「助けを必要とする命がある限り、私は働き続ける」 (I can’t stop while there are lives to be saved.) という彼女の言葉が知られている。
イングランド国教会は彼女を列聖し、聖人暦の10月12日の聖人としている。
キャヴェルはベルギーにおける近代看護の先駆者として、存命中からすでに知られる存在だった。

## 処刑の際の逸話
キャヴェルは彼女とともに活動していたベルギー人建築家のフィリップ・ボックとともに処刑された。
また、次のような伝説が残されている。
- 処刑される際、彼女は目隠しを拒否し、彼女に照準を合わせる小隊を前にして気絶した。地面に倒れた彼女の頭を、将校の命令を受けた小隊の一人がリヴォルバーで撃ち、死に至らしめた。
- 銃殺執行部隊のラムラー (Rammler) という隊員はキャヴェルに引き金を引くことを拒否したため、彼女の処刑が終わると将校にその場で裁判なしに銃殺された。ラムラーの遺体を収めた棺はキャヴェルとボックの棺に挟まれて埋葬された。

第一次世界大戦の出来事を伝えるポストカードには、キャヴェルの処刑の様子を伝える物のほかに、ラムラーの棺に入った遺体を伝える物が複数存在する。しかし、彼女らの処刑の様子やこれらの逸話に関する情報は錯綜しており、このラムラーと呼ばれる男の身元や本当に存在したのかすら明らかになっていない。

## 記念
- ロンドンのトラファルガー広場にイーディス・キャヴェル記念碑（英語版）があり、そこには「愛国心だけでは十分ではありません。私は誰に対しても一切恨みや憎しみは抱いていないのです」という死刑執行前夜の彼女の言葉が刻まれている。
- キャヴェルの処刑から100周年となる2015年10月12日、イギリスのアン王女、ベルギーのアストリッド王女も参加して、ブリュッセル郊外ユクルのジョルジュ・ブリュグマン公園（フランス語版）の片隅で彼女の胸像の除幕式が行われた。
- カナダのジャスパー国立公園には彼女の名前をつけたイーディス・キャヴェル山 (Mount Edith Cavell) がある。
- フランスのシャンソン歌手エディット・ピアフは、キャヴェルが処刑され、大きく話題となった時期（1915年12月）に生まれており、キャヴェルの名をとってエディット (Édith) と名付けられた。